# New Mills
New Mills ist eine Stadt im Borough of High Peak in Derbyshire, England.
Sie liegt 13 km südöstlich von Stockport und 21 km von Manchester entfernt, am Zusammenfluss der Flüsse Goyt und Sett. New Mills hat etwa 12.000 Einwohner (mit den Ortschaften und Weiler Whitle, Thornsett, Hague Bar, Rowarth, Brookbottom, Gwhole und Birch Vale). Die Stadt liegt am Peak Forest Canal und wird von drei Eisenbahnlinien und der Fernstraße A6 bedient. 
New Mills war zunächst für den Kohlebergbau bekannt, dann für das Spinnen, Bleichen und Drucken von Baumwolle. Ehemalige Mühlen wurden Mitte des 20. Jahrhunderts vom Süßwarenhersteller Swizzels Matlow aufgekauft. New Mills war eine Hochburg des Methodismus.